# У Дацзин
У Дацзи́н (кит. упр. 武大靖, пиньинь Wu Dajing; род. 24 июля 1994, Цзямусы, Хэйлунцзян) — китайский шорт-трекист, двукратный Олимпийский чемпион на дистанции 500 метров в 2018 и в смешанной эстафете в 2022 годах, четырёхкратный чемпион мира.

## Биография
У Дацзин занялся конькобежным спортом в возрасте 10 лет, он увидел по телевизору соревнование по шорт-треку, поэтому влюбился в этот вид спорта и присоединился к любительской команде в городе Цзямусы. В 13-летнем возрасте переехал в Нанкин и вошёл в состав сборной провинции Цзянсу, в 2009 году перешёл в сборную провинции Цзилинь. В январе 2010 года на юниорском чемпионате мира в Тайбэе выиграл бронзу в беге на 500 метров и занял 7-е место в общем зачёте многоборья.
Через год в феврале 2011 года на юниорском чемпионате мира в Курмайоре в беге на 500 метров выиграл серебряную медаль, а в сумме многоборья стал бронзовым призёром. В ноябре 2010 года вошёл в состав национальной сборной. В сезоне 2010/11 дебютировал на Кубке мира на двух этапах в нагое и Шанхае, но выше 8-го места в беге на 500 метров не поднимался.
В декабре 2012 года на Кубке мира в Шанхае поднялся на 3-е место в беге на 500 м, а в феврале 2013 года в Сочи впервые выиграл в беге на 500 м и занял 3-е место в эстафете. В Дрездене занял 2-е место на дистанции 500 м. В марте на чемпионате мира в Будапеште в общем зачёте он занял 12-е место, а в эстафете занял 5-е место. В октябре на Кубке мира в Сеуле стал 2-м в беге на 500 м и выиграл в беге на 1000 м, в ноябре в Коломне занял 3-е место в беге на 500 м.
В январе 2014 года он квалифицировался на зимние Олимпийские игры в забеге на 1000 метров и вышел в финал эстафеты. На зимних Олимпийских играх в Сочи У Дацзин выиграл серебряную медаль в беге на 500 метров и бронзовую в эстафете. В марте выиграл в беге на 500 метров на чемпионате мира в Монреале и занял 4-е место в личном зачёте многоборья.
Осенью на Кубке мира в Солт-Лейк-Сити и Монреале в беге на 500 м занял соответственно 3-е и 1-е места и в декабре в Сеуле победил в беге на 1000 м. В феврале 2015 года в турецком Эрзуруме вновь занял 2-е место в беге на 500 м. Ровно через месяц на чемпионате мира в Москве У Дацзин выиграл золото в беге на 500 м и в эстафете, а в многоборье завоевал бронзовую медаль. В Монреале и Шанхае на Кубке мира в сезоне 2015/16 завоевал два золота на дистанции 500 м.
В 2016 года на |чемпионате мира в Сеуле завоевал серебро в беге на 500 м, бронзу на 1000 м и золото в эстафете, в общем зачёте занял 5-е место. В ноябре на Кубке мира в Калгари забежал на 2-е место в беге на 500 м, а в декабре в Шанхае и Канныне выиграл подряд трижды на дистанциях 500 м. В марте 2017 года на чемпионате мира в Роттердаме завоевал две серебряные медали в беге на 500 м и в эстафете и занял 6-е место в многоборье.
В сезоне 2017/18 на Кубке мира в Будапеште занял 2-е место в мужской эстафете, в Дордрехте поднялся на 3-е место. В ноябре в Шанхае выиграл золотые медали в забегах на 500 и 1000 м, и в Сеуле также выиграл на 500-метровке.
На зимних Олимпийских играх 2018 года в Пхенчхане он бежал в первой группе предварительных соревнований на 500 м и установил новый олимпийский рекорд со временем 40,264 сек. В финале установил мировой рекорд со временем 39,584 сек. В послематчевом интервью У Дацзин сказал: «В финале я хочу быть самим собой и делать все возможное, потому что я не хочу оставлять шансы своим соперникам и судьям.» Позже в тот же день он выиграл серебряную медаль в мужской эстафете.
На Кубке мира сезона 2018—2019 годов в Калгари дважды победил на дистанции 500 м и в смешанной эстафете, а в Солт-Лейк-Сити У Дацзин выиграл дистанцию 500 метров с результатом 39,505 сек, побив 39,584 сек, установленный им самим на Олимпиаде, тем самым стал участником трех мировых рекордов за один год. Там же занял 2-е место в эстафете. На чемпионате мира 2019 года в Софии он вновь выиграл две серебряные медали в беге на 500 м и в эстафете.
В сентябре 2019 года У Дацзин был удостоен почетного звания «Национальный образец самоотверженности». В ноябре на Кубке мира в Солт-Лейк-Сити занял 1-е место в беге на 500 м и 2-е в смешанной эстафете. В декабре на этапе в Нагое стал 1-м в эстафете и в Шанхае занял 2-е место в беге на 500 м. Уже в феврале 2020 года в Дордрехте поднялся на 1-е место в смешанной эстафете и 3-е место в мужской эстафете.
В сезоне 2021/22 он стартовал на Кубке мира в Пекине, где в смешанной и мужской эстафетах занял соответственно 1-е и 3-е места. На 3-м этапе в Дебрецене выиграл с командой в смешанной эстафете, а следом в Дордрехте победил в забеге на 500 м. В результате завоевания золотой медали в личном зачете на Кубке мира У Дацзин был напрямую включён в список участников зимних Олимпийских игр в Пекине. В начале января 2022 года на Национальном чемпионате он выиграл в беге на 500 м и 1000 м.
На XXIV зимних Олимпийских играх в феврале 2022 года в Пекине, в первый день соревнований 5 февраля 2022 года в составе смешанной эстафетной команды завоевал золотую олимпийскую медаль.

## Награды
- 2014, 2016 года — присвоено звание Спортивная личность года «Спортсмен года» в Китае
- 2016, 2018 года — присвоено звание «Спортсмен года среди мужчин» в Китае
- 2016 год — присвоено звание Спортивная медаль почета
- 2018 год — присвоено звание «Выдающийся спортсмен» провинции Цзилинь
- 2018 год — получил Национальную молодёжную медаль
- 2018 год — присвоено звание" Спортсмен года " в Китае
- 2018 год — вручена Премия ООН «Влиятельный спортсмен года»
- 2018 год — вручена Премия «Мистер 2018»
- 2018 год — вручена Всемирная спортивная премия Лоуренса «Лучший спортсмен мужского пола»
- 2018 год — включён в Десять лучших выдающихся китайских спортсменов, удостоенных премии «Геракл» премии Биг Бен 2018
- 2018 год — включён в Десять лучших спортсменов Китая от Информационного агентства Синьхуа
- 2018 год — включён в Десять лучших международных спортсменов от Информационного агентства Синьхуа
- 2020 год — присвоено звание «Национальные передовые работники»